# 小行星7333
小行星7333（7333 Bec-Borsenberger）是一颗绕太阳运转的小行星，为主小行星带小行星。该小行星于1987年9月29日发现。

## 轨道参数
小行星7333的轨道半长轴为2.5802243 UA，离心率为0.187。